# ژونگ زونگ
ژونگ زونگ(تولد: ۲۶ نوامبر ۶۵۶ - مرگ: ۳ ژوئیه ۷۱۰) وی چهارمین و ششمین امپراتور دودمان تانگ بود که در دو دوره حکومت کرد. (در دوره اول وی با طور اسمی حاکم کشور بود همه قدرت و حکومت رسماً در دست مادرش امپراتریس بیوه وو بود که بعد از مخالفت با مادرش به‌طور مؤثر توسط قدرت واقعی مادرش در کل حاکمیت سرنگون شد، ژونگ زونگ به خاطر این که در دوره سلطنت اول خود هیچ قدرتی نداشت و دوره کوتاه از سلطنت داشت. در دوره دوم سلطنتش هم به عنوان یک حاکم نسبتاً ضعیف و زودباور شناخته می‌شد که عمدتاً توسط همسر موردعلاقه‌اش امپراتریس وی حمایت می‌شد).
وی فرزند سوم امپراتور گائوزونگ از همسر دومش امپراتریس وو بود و در طول سلطنت پدرش قدرت امپراتوری توسط امپراتریس وو تقسیم شده بود، او بعد از مرگ پدرش با فرمان مادرش امپراتریس وو به نام بر تخت سلطنت نشست، اما تمام قدرت‌های کامل حاکم در اختیار مادرش امپراتریس وو به عنوان امپراتریس بیوه و نایب السلطنه بود و به تنهایی امور «سرزمین تانگ» را همچنان با رأی و حتی این بار بر حق خودش اداره می‌کرد و بی‌معارض بر چین حکم راند. بخاطر این که تمامی قدرت‌های یک حاکم مطلق و بی چون و چرا در دستان مادرش بود، از آن زمان به بعد امپراتور تنها فقط به نام وجود داشت و حتی در یکی از اتاق‌های کاخ داخلی زندانی مجازی بود، اما ژونگ زونگ از این کار ناراضی بود و با مادرش مخالفت کرد، هر چند امپراتریس وو بعد از تشکیل یک جلسه شورا به مقامات و ژنرال‌ها دستور رسمی برای برکناری امپراتور ژونگ زونگ را صادر کرد و به سلطنت دو ماه اش پایان داد و او را به مخالفت با خود کنار گذاشت و وی را به مقام پرنس لولینگ کاهش داد و به یکی از روستاهای چانگآن پایتخت قبلی سلسله تانگ تبعید کرد.
امپراتریس وو ژونگ زونگ را به نفع پسر کوچکش لی دان (بعداً امپراتور رویزونگ) که یک دست نشاند کامل بود کنار گذاشت و بعد از کنار زدن ژونگ زونگ امپراتریس بیوه وو از همه خواست که اعلام وفاداری نسبت به او را کنند و همین اتفاق افتاد همه در جلسه شورا این شعار را دادند: «تا زمانی که شما زنده هستید هیچ حاکمی پذیرفته نیست و حکم شما در همه سرزمین یگانه هست و زندگی ما و فرزندانمان به هیچ وجه ارزشمندتر از شما نیست»، امپراتور رویزونگ که در طول زندگی خود بعد از سوگند به نام مادرش امپراتریس بیوه وو هیچ اختیاری از خود نداشت بعد از چند سال به نوبه خود تخت را به مادرش واگذار کرد و امپراتریس بیوه وو به عنوان امپراتور بر تخت نشست و رسماً خود را امپراتریس فرمانروا در سلسله جدید ژو نامید و شروع به حکومت مستقل کرد.
در سال ۶۹۸ دادگاه درگیر یک مبارزه قدرت تلخ شد. امپراتریس وو در تلاش برای برجستگی قدرت بی چون و چرا خود، امپراتور سابق را از ۱۵ سال انزوا آزاد کرد و او را در آوریل ۶۹۸ به پایتخت لوئویانگ فراخواند. در ۱۰ ژانویه ۷۰۵، امپراتریس وو بشدت بیمار شد و توان رسیدگی به امور قدرت را نداشت، در همین زمان برادران ژانگ قدرت زیادی گرفتن و کارهای کثیف زیادی انجام می‌دادند، در همان سال در ۲۰ فوریه ۷۰۵، یک کودتای بسیار قدرتمند در کاخ سلطنتی از سوی تمامی دولت وو زتیان را سرنگون کردند و امپراتور ژونگ زونگ به عنوان امپراتور سه روز بعد احیا شد. امپراتور ژونگ زونگ به مدت پنج سال سلطنت کرد و این بار به عنوان امپراتور از قدرت‌های مطلق و بی چون و چرایی برخوردار بود، اما او یک حاکم نسبتاً ضعیف و زودباور بود و به راحتی تحت تأثیر قرار می‌گرفت. و به همین خاطر تمامی کنترل و قدرت‌های واقعی در دست ملکه اش، امپراتریس وی و عاشقش وو سانسی (برادرزاده وو زتیان) و دخترش لی گوئر، پرنسس آنل بود و در همین زمان هر سه آنها چنان قدرتمند شدند بخصوص امپراتریس وی همانند مادرشوهرش وو زتیان که در زمان سلطنت شوهرش قدرتی بیش از اندازه بدست آورد او هم به مقام و فرمان دوم در دولت ارتقاء یافته و همراه وو سانسی و دخترش پرنسس آنل متهم به نقشه‌کشی برای سرنگونی امپراتور و تصرف همه قدرت و تاج و تخت سلطنتی بر خودشان شدند.
در سال ۷۱۰، امپراتور ژونگ زونگ در مبارزه تلخ قدرت با همسرش امپراتریس وی در اوج سلامت خود به‌طور ناگهانی درگذشت، که گفته می‌شود توسط امپراتریس وی برای تصرف قدرت مسموم شده است، که پسرخوانده اش لی چونگمائو را به عنوان امپراتور شانگ نصب کرد. امپراتریس وی، که در نصب دخترش لی گوئر، پرنسس آنل به عنوان وارث امپراتور ژونگ زونگ ناکام مانده بود، فکر کرد که لی چونگمائو، متولد ژونگ زونگ و یک صیغه زن بی‌ارزش و تنها ۱۱ سال سن دارد، به راحتی کنترل می‌شود و اجازه این را دارد که قدرت خود را حفظ کند و حتی بتواند همانند مادر شوهرش امپراتریس وو از قدرت‌های کامل حاکم بر حق خود استفاده کند و به راحتی امپراتور را برکنار کند و بعد تخت سلطنت را برای خودش بدست آورد. این طرح امپراتریس وی با شکست مواجه شد، زیرا پرنسس تایپینگ، خواهر امپراتور ژونگ زونگ، دو هفته بعد با برادرزاده اش لی لونگجی (بعداً امپراتور شوان زونگ) فرزند امپراتور رویزونگ امپراتور را ربوده و کودتایی را آغاز کردند و امپراتریس وی و امپراتور جوان را سرنگون کردند. امپراتور رویزونگ، پدر لی لونگجی و برادر بزرگتر پرنسس تایپینگ، به عنوان امپراتور احیا شد.

## سلطنت اول: تحت نایب السلطنگی امپراتریس بیوه وو و از سلطنت برکنار شدن
امپراتور ژونگ زونگ، بعد از فوت پدرش امپراتور گائوزونگ بر تخت نشست ولی همسر قدرتمندش، یعنی مادر ژونگ زونگ امپراتریس وو بعنوان امپراتریس بیوه همچنان قدرت اداره کل امپراتوری را حفظ کرده و حتی اقتدار کل امپراتوری را محکم به‌طور کامل در دست گرفت و ادعای اقتدار ارشد امپراتوری را برای خود کرد و در این دوره به مقامات اجازه نمی‌داد امپراتور جدید را ببینند و حتی به ژونگ زونگ اجازه صدور حکم را برای امور دولت نداد، در بهار ۶۸۴، ژونگ زونگ باموفقیت همسرش، پرنسس وی را به عنوان امپراتریس همسر معرفی کرد، و او می‌خواست پدر زن خود، وی ژوانژن (韋玄貞) شیژونگ (چینی: 侍中) - رئیس دفتر امتحانات دولت و پستی برای پست صدراعظم در نظر گرفته شده است تبدیل کند. او همچنین می‌خواست پسر دایی زن خود را به مقام درجه پنج تبدیل کند. پی یان در برابر هر دو کمیسیون مقاومت کرد. همان‌طور که آنها استدلال کردند، امپراتور ژونگ زونگ، با عصبانیت اظهار داشت: "حتی اگر من امپراتوری را به وی ژوانژن بدهم چه مشکلی وجود دارد؟ چرا شما اینقدر به شیژونگ اهمیت می‌دهید؟
پی از ترس این برنامه‌ریزی، به امپراتریس بیوه وو خبر داد. کمتر از دو ماه پس از به سلطنت رسیدن امپراتور ژونگ زونگ، فردای همان روزی که پی به امپراتریس بیوه وو خبر داد، امپراتریس بیوه وو سریعاً مقامات و ژنرال‌ها را در جلسه رسمی احضار کرد و با صدور فرمانی سلطنتی از سوی خودش به راحتی امپراتور ژونگ زونگ را برکنار کرد و به عنوان شاهزاده لولینگ کاهش داد. در حالی که ژنرال‌های وفادار به امپراتریس بیوه از نظر جسمانی امپراتور ژونگ زونگ را از تخت سلطنت برکنار کردند، او دست و پنجه نرم کرد و پرسید: "من چه جنایتی مرتکب شده‌ام؟" امپراتریس بیوه وو پاسخ داد، "شما می‌خواستید امپراتوری را به وی ژوانژن بسپارید. چگونه این یک جرم نیست؟" امپراتریس بیوه وو او را تحت بازداشت قرار داد و به درجه شاهزاده لولینگ تقلیل داد، و وی شاهزاده یو (که لی دان نامیده می‌شود) را امپراتور جدید (به عنوان امپراتور روئیزونگ) کرد. پسر لی ژه، لی چونگزائو به رتبه عادی کاهش یافت.

## سلطنت دوم: تحت سایه امپراتریس وی
پس از ترمیم، امپراتور ژونگ زونگ در ابتدا پنج رهبر کودتا را در موقعیت‌های بسیار برجسته قرار داد. با این حال، او مثل پدرش امپراتور گائوزونگ خود را یک حاکم ناتوان و زن ذلیل ضعیف نشان داد، که تحت تأثیر همسرش امپراتریس وی بود، ملکه وی، همراه ژونگ زونگ دوباره ترمیم شد، به همراه دخترش لی گوئر، که اکنون عنوان پرنسس آنل را بر عهده داشت، قدرتمندترین، بزرگ‌ترین و غالب‌ترین چهره دربار شد، و از این پس جناحی را برای اداره کشور ایجاد کرد و برای نمونه ای از مادرشوهرش امپراتریس وو برای ریاست و نظارت بر جلسات امپراتوری و دخالت در تمامی امور به پشت پرده مروارید در پشت تخت امپراتور ژونگ زونگ رفت. همچنین در این زمان دبیر شخصی وو زتیان، شانگوآن وانر، به قدرت قابل توجهی با تأثیر سیاسی بزرگ به زندگی در دربار امپراتوری ادامه داد، زیرا که او توسط ژونگ زونگ مسئول مکاتبات، پیش نویس‌ها و اسناد رسمی و تهیه دیگر احکام امپراتوری شد، همچنین امپراتور زونگ زونگ او را به عنوان صیغه گرفت و خیلی سریع مورد علاقه و مورد اعتماد امپراتور شد، و همچنین با وو سانسی، شاهزاده لیانگ برادرزاده قدرتمند وو زتیان رابطه جنسی و سیاسی داشت، و به عنوان یک صیغه محبوب و مورد توجه امپراتور در دولت در بین زنان درباری، قدرتمند و پرنفوذ شد. تحت معرفی شانگوان وانر، امپراتریس وی و وو سانسی نیز به زودی رابطه جنسی و سیاسی خودشان را آغاز کردند. زیر نفوذ بانو شانگوآن و امپراتریس وی، وو سانسی به محرم اسرار صمیمی و مشاور بشدت قدرتمند، نزدیک و مورد اعتماد امپراتور ژونگ زونگ در تمامی امور از مسائل مدنی و جنگی تا امور شخصی تبدیل شد.
در همین حین، امپراتریس وی، که از بزرگ‌ترین پسر زنده مانده امپراتور ژونگ زونگ، لی چونگفو شاهزاده کیائو (متولد صیغه کم ارزش) بسیار زیاد بیزار است، لی چونگفو را به دروغ به شرکای مرگ لی چونگرون متهم کرد. امپراتور ژونگ زونگ تحت خواسته و تأثیر امپراتریس وی، لی چونگفو را به خارج از پایتخت تنزل داد و تحت مراقبت شدید به عنوان بخشدار استان در حال جنگ در خدمت نگه داشت (در حقیقت او را بی قدرت گذاشت و زندانی اش کرد). امپراتور ژونگ زونگ در ابتدا موقعیت ولیعهد را به برادرش لی دان پیشنهاد داد، اما پس از انحطاط لی دان، پسر دیگری توسط صیغه ای که مادرش مرده بود، به نام لی چونگجون، با تعیین امپراتریس وی ولیعهد ایجاد کرد.
در همین حال، رهبران کودتا سعی داشتند جلوی قدرت روزافزون وو سانسی و امپراتریس وی را بگیرند، اما به نوبه خود، وو سانسی و ملکه وی با زیرکی بارها و بارها به امپراتور ژونگ زونگ هشدار دادند که رهبران کودتا بیش از حد قدرتمند و خطرناک هستند. در پاییز ۷۰۵، امپراتور ژونگ زونگ خواسته هر دوی آنها را برای سازماندهی مجدد دولت موافقت کرد و سران کودتا را به عنوان شاهزادگان به بهانه تکریم از آنها ایجاد کرد، اما آنها را از سمت‌های صدراعظمی عزل کرد و افراد و نزدیکان کودتاگران را از دولت برداشت و افرادی که امپراتریس وی و وو سانسی می‌خواستم را جایگزین کرد.
در زمستان ۷۰۵، وو زتیان درگذشت. متعاقباً لقب «امپراتور» برای وی برداشته شد و عنوان امپراتریس بازسازی شد و امپراتور ژونگ زونگ وی را در کنار پدرش امپراتور گائوزونگ در کیانلینگ به خاک سپرد. (همچنین برادر امپراتور ژونگ زونگ لی شیان و فرزندانش خود لی چونگرون و لی شیانهوی در آنجا به خاک سپرده شدند)
در بهار ۷۰۶، پس از داماد امپراتور ژونگ زونگ، وانگ تونگیائو (王 同 husband، شوهر پرنسس دینگان)، که ملکه وی و وو سانسی را تحقیر می‌کرد، و به نقشه کشیدن برای کشتن وو سانسی و برکناری امپراتریس وی مورد شک واقع شد، وانگ و شرکت کنندگان ادعا شد برای شورش به درخواست سریع امپراتریس وی اعدام شدند، و متعاقباً، وو سانسی و همکارانش، کودتا کنندگان را مورد نظر در این طرح دخیل داد، و هر پنج نفر، جینگ هوی، هوان یانفان، ژانگ جیانژی، یوان شوجی و کوی ژوانوی را به شرکت در نقشه وانگ متهم کردند. پنج شاهزاده به درخواست امپراتریس وی تبعید شدند و متعاقباً در تبعید درگذشتند یا کشته شدند (وو سانسی به دستور امپراتریس وی سه نفر از آنها را به طرز فجیعی در تبعید کشت).
در سال ۷۰۷، لی چونگجون عصبانی از اینکه لی گوئر و همسرش وو چونگسون (武 崇 訓، پسر وو سانسی) بارها او را تحقیر کرده و سعی کردند لی گوئر پرنسس ولیعهد را برای جابجایی او ایجاد کنند، با لی دوئوزو و ژنرال‌های لی سیچونگ (李思 沖)، لی چنگ کوانگ (李承 況)، دوگو ییزی (獨孤 禕 之)، و سازا ژونگی (沙 吒 忠義)، به همراه پسر عموی امپراتور ژونگ زونگ لی کیانلی (李 千里) شاهزاده چنگ و پسر لی کیانلی، لی خی (李 禧) شاهزاده تیانشوی قصد کودتا کردند. آنها به عمارت وو سانسی حمله کردند و وو سانسی و وو چونگسون را کشتند و سپس به سمت قصر حرکت کردند و تلاش کردند تا بانو شانگوان، ملکه وی و لی گوئر را تصرف کنند. شورشیان در حمله به کاخ مردد بودند و به دستور امپراتریس وی نگهبانان امپراتوری جواب جنگ را دادند. پس از اینکه خواجه یانگ سیکسو (楊思 勗) داماد لی هئوزو (یه دو) (野 呼 利) را کشت، و امپراتور ژونگ زونگ درخواست شخصی از نیروهای کودتا کرد، نیروهای کودتا علیه لی چونگجون رو به رو شدند و ژنرال‌های فرمانده آنها را کشتند. لی چونگجون فرار کرد اما در تبعید کشته شد. متعاقباً، نخست‌وزیر ارشد وی یوانژونگ، که پسرش وی شنگ (魏 升) مجبور به پیوستن به شورش شد، به تحریک دو رئیس صلح که با امپراتریس وی و لی گوئر، زونگ چوگ و جی، همسو بودند، تبعید شد و در تبعید به دستور لی گوئر و امپراتریس وی بی رحمانه کشته شد. با این حال، تلاش‌های حزب امپراتریس وی برای درگیر کردن لی دان و پرنسس تایپینگ ناموفق بود، همچنین بعد از شکست کودتا، قدرت امپراتریس وی و لی گوئر، پرنسس آنل بسیار افزایش یافت.
در همین حال، دربار امپراتوری به‌طور محکم تحت سلطه تعدادی از زنان قدرتمند، به‌طور ویژه تماماً تحت کنترل امپراتریس وی و بعد از جمله لی گوئر، پرنسس چانگینگ (دختر بزرگ امپراتور زونگ زونگ و امپراتریس وی)، خواهر امپراتریس وی بانوی چنگ، بانو شانگوان، مادر بانو شانگوان بانو ژنگ، بانوان ارشد منتظر امپراتریس وی بانوان چای و هلو، جادوگر مورد اعتماد امپراتریس وی بانو دیو یینگر (第五 英،) و بانوی ژائو بود. همه این زنان قدرتمند، بانفوذ و ثروتمند هستند و به‌طور آشکار و مستقیماً رشوه‌های سنگینی را می‌پذیرفتند و می‌توانستند تعدادی از افراد را به عنوان مقامات رسمی توصیه کنند که مستقیماً توسط امپراتور ژونگ زونگ بدون تأیید دفاتر قانونی (中書省، ژونگ شو شنگ) و معاینه (門下 省، منشیا شنگ) سفارش می‌شدند. گفته شد که سیستم خدمات کشوری با دخالت این زنان قدرتمند و افرادشان کاملاً با فساد جدی روبرو شده و تقریباً در حال سقوط کامل است.
در زمستان ۷۰۸، پس از سردار توکیشی (突 騎 施) سوئژ (娑 葛)، که به تازگی جانشین پدرش ووزییلی (烏 質 勒) شده بود، توسط یوچو ژونگجی (闕 啜 忠 節) زیردست ووزییلی به چالش کشیده شد، یوچو، که قادر به غلبه بر سوئژ نبود، به زونگ و جی رشوه داد تا امپراتور ژونگ زونگ را ترغیب کند تا علی‌رغم مشاوره ژنرال گوایوان ژن علیه آن، حمله مشترکی علیه توقیشی با امپراتوری تبت ترتیب دهد. سوئژ وقتی این را شنید، حمله ای پیشگیرانه انجام داد و به چندین پادگان اصلی تانگ حمله کرد، یوچو را گرفت و ژنرال تانگ را به نام فنگ جیابین (馮嘉賓) که برای کمک به یوچو فرستاده شده بود، کشت. متعاقباً، پس از آنکه امپراتور ژونگ زونگ اقتدار سوئژ را بر قبایل توکیشی شناخت، خصومت متوقف شد و سوئژ مجدداً خراجگذاز تانگ شد.
در بهار ۷۱۰، امپراتور ژونگ زونگ پرنسس جین چنگ، دختر برادرزاده اش لی شولی شاهزاده یونگ (پسر لی شیان) را به امپراتوری تبت فرستاد تا با امپراتور آن، مگتسوم ازدواج کند و صلح بین دو کشور را تقویت کند.

## مرگ
در همین حال، اتهاماتی از قبیل لانگ جی (岌 and) و یان چینونگره (燕 欽 融) به اینکه امپراتریس وی مرتکب زنا می‌شود و طرفداران حزب قدرتمندش از جمله لی گوئر، شوهر جدیدش وو یانشیو (武延 秀، یک نوه از وو زتیان)، و زونگ چوکه، قصد داشتند سلسله تانگ را سرنگون کنند. در همین زمان امپراتور ژونگ زونگ دستور اعدام لانگ را صادر کرد، اما وقتی زونگ یکی از متحدان امپراتریس وی برای فاش نشدن نقشه‌هایشان یان را کشت بدون اینکه امپراتور ژونگ زونگ تصمیم به این کار بگیرد، بسیار ناراحت شد. این امر باعث شد که ملکه وی و حزبش دچار دلهره شدیدی شوند. در همین حین امپراتریس وی با مقامات ما کینکه (馬 秦 客) و یانگ جون (楊) در رابطه ای محرمانه مانند زنا در ارتباط بود. همچنین او می‌خواست مانند وو زتیان، امپراتریس حاکم شود و لی گوئر می‌خواست پرنسس ولیعهد شود - درخواستی که امپراتور زونگ زونگ به‌طور مکرر رد کرده بود. طبق گفته مورخان سنتی، آنها تصمیم گرفتند که امپراتور ژونگ زونگ را بکشند. آنها این کار را با قرار دادن سم در کیک انجام دادند و پس از خوردن کیک توسط امپراتور ژونگ زونگ، وی در ۳ ژوئیه ۷۱۰ درگذشت، در همان لحظه امپراتریس وی مرگ را مخفی نگه داشت و در عوض برای حفظ و کامل کردن قدرت خودش، دستور مسدود شدن کاخ و پایتخت را صادر کرد و تمامی فرماندهان گارد سلطنتی را عزل و فرماندهی کل گارد سلطنتی را به پسر عموی‌های خودش، وی وی و وی ون داد تا آنها بتوانند قدرت را برای جلوگیری از مشکلات آینده حفظ کنند، اما آنها خیلی بی رحمانه با سربازان رفتار کردن تا بتوانند اقتدار خود را بر گارد اعمال کنند و باعث بیزار شدن نگهبانان نظامی از خودشان شدند.
در ابتدا، پسر امپراتور ژونگ زونگ توسط صیغه ای، لی چونگمائو شاهزاده ون، توسط امپراتریس وی، امپراتور لقب گرفت، امپراتریس وی قدرت کنترل‌کننده و فرماندهی خودش را به عنوان امپراتریس بیوه و نایب السلطنه حفظ کرد و همچین به عنوان یک بیوه امپراتور و یک مادر برای امپراتور خردسال صحنه سیاسی را به‌طور کامل و مستقیم در نام خودش محکم کنترل می‌کرد. در همین حال، کمتر از یک ماه بعد، پرنسس تایپینگ و پسر لی دان، لی لونگجی شاهزاده لینزی به شورش برخاستند امپراتریس بیوه وی و لی گوئر را کشتند. متعاقباً لی دان بار دیگر بر تخت سلطنت نشست و پرنسس تایپینگ امپراتور شانگ را آواره کرد. اندکی پس از آن، امپراتور ژونگ زونگ در یک خاکسپاری امپراتوری به خاک سپرده شد، و چون امپراتریس وی برای دفن با وی نامناسب شناخته شد، قرار شد امپراتور رویزونگ همسر اول امپراتور ژونگ زونگ، پرنسس ژائو را که امپراتور زونگ زونگ پس از مرگ او را به عنوان یک امپراتریس بزرگداشت کرده بود، به خاک بسپارد، اما جسد پرنسس ژائو دیگر نمی‌توانست پیدا شود؛ بنابراین، مراسمی برگزار شد که در آن روح وی احضار شد تا امپراتور ژونگ زونگ را در مرگ همراهی کند.